# Bataille d'Albert (1918)
Pour les articles homonymes, voir Bataille d'Albert.
Première Guerre mondiale
Batailles
Front d'Europe de l’Ouest
- Liège (8-1914)
- Namur (8-1914)
- Frontières (8-1914)
- Anvers (9-1914)
- Grande Retraite (9-1914)
- Marne (9-1914)
- Course à la mer (9-1914)
- Yser (10-1914)
- Messines (10-1914)
- Ypres (10-1914)
- Givenchy (12-1914)
- 1re Champagne (12-1914)
- Hartmannswillerkopf (1-1915)
- Neuve-Chapelle (3-1915)
- 2e Ypres (4-1915)
- Colline 60 (4-1915)
- Artois (5-1915)
- Festubert (5-1915)
- Quennevières (6-1915)
- Linge (7-1915)
- 2e Artois (9-1915)
- 2e Champagne (9-1915)
- Loos (9-1915)
- Verdun (2-1916)
- Redoute Hohenzollern (3-1916)
- Hulluch (4-1916)
- 1re Somme (7-1916)
- Fromelles (7-1916)
- Arras (4-1917)
- Vimy (4-1917)
- Chemin des Dames (4-1917)
- 3e Champagne (4-1917)
- 2e Messines (6-1917)
- Passchendaele (7-1917)
- Cote 70 (8-1917)
- 2e Verdun (8-1917)
- Malmaison (10-1917)
- Cambrai (11-1917)
- Bombardements de Paris (1-1918)
- Offensive du Printemps (3-1918)
- Lys (4-1918)
- Aisne (5-1918)
- Bois Belleau (6-1918)
- 2e Marne (7-1918)
- 4e Champagne (7-1918)
- Château-Thierry (7-1918)
- Le Hamel (7-1918)
- Amiens (8-1918)
- Cent-Jours (8-1918)
- 2e Somme (9-1918)
- Bataille de la ligne Hindenburg
- Meuse-Argonne (10-1918)
- Cambrai (10-1918)

Front italien
Front d'Europe de l’Est
Front des Balkans
Front du Moyen-Orient
Front africain
Bataille de l'Atlantique
La Bataille d'Albert (1918) est une bataille de la Première Guerre mondiale qui se déroula du 21 au 23 août 1918 au début de la seconde bataille de la Somme. Elle se concrétisa par la prise de la ville d'Albert par les troupes britanniques et australiennes.

## Contexte historique
La Bataille d'Albert (1918) intervint dans le contexte de l'Offensive des Cent-Jours qui devait conduire les armées alliées à la victoire, le 11 novembre 1918. Les troupes britanniques se trouvaient entre la ville d'Albert et le canal de la Somme reliant Amiens à Péronne. La IVe armée britannique du général Henry Rawlinson et la IIIe armée formaient l'essentiel des troupes alliées.

## Déroulement de la bataille
Le 15 août 1918, le général Douglas Haig commandant l'armée britannique refusa malgré la demande du maréchal Foch généralissime des armées alliées de poursuivre l'offensive d'Amiens, parce que cette attaque donnait des signes d'essoufflement et que ses troupes se trouvaient trop éloignées de leur approvisionnement et de leur artillerie, l'armée de réserve allemande s'étant déplacée dans le secteur. 
Haig planifia une offensive sur Albert, qui débuta le 21 août. L’attaque principale fut lancée par la IIIe armée britannique, à laquelle fut adjoint le 2e Corps des États-Unis. Albert tomba le 23 août 1918. La prise d'Albert obligea la 2e armée allemande à reculer vers l'est.

## Pour approfondir